# Rotterdam Open 1998 - Qualificazioni doppio
Le qualificazioni del doppio del Rotterdam Open 1998 sono state un torneo di tennis preliminare per accedere alla fase finale della manifestazione. I vincitori dell'ultimo turno sono entrati di diritto nel tabellone principale. In caso di ritiro di uno o più giocatori aventi diritto a questi sono subentrati i lucky loser, ossia i giocatori che hanno perso nell'ultimo turno ma che avevano una classifica più alta rispetto agli altri partecipanti che avevano comunque perso nel turno finale.
Le qualificazioni del torneo prevedevano 4 coppie partecipanti di cui una è entrata nel tabellone principale.

## Teste di serie
1. Tom Kempers /  Menno Oosting (Qualificati)

1. Karim Alami /  Tom Vanhoudt (ultimo turno)

## Qualificati
1. Tom Kempers  /   Menno Oosting

## Tabellone

### Legenda
| - Q = Qualificato - WC = Wild card - LL = Lucky loser | - ALT = Alternate - SE = Special Exempt - PR = Protected Ranking | - w/o = Walkover - r = Ritirato - d = Squalificato |

|  | Primo turno | Primo turno                        | Primo turno                    | Primo turno | Primo turno |  |  | Ultimo turno | Ultimo turno              | Ultimo turno              | Ultimo turno              | Ultimo turno |  |
|  |             |                                    |                                |             |             |  |  |              |                           |                           |                           |              |  |
|  | 1           | Tom Kempers Menno Oosting          | 6                              | 2           | 7           |  |  |              |                           |                           |                           |              |  |
|  |             | Tom Nijssen Dennis van Scheppingen | 3                              | 6           | 6           |  |  | 1            | Tom Kempers Menno Oosting | Tom Kempers Menno Oosting | Tom Kempers Menno Oosting | W-O          |  |
|  | 2           | Karim Alami Tom Vanhoudt           | Karim Alami Tom Vanhoudt       | 6           | 6           |  |  | 2            | Karim Alami Tom Vanhoudt  | Karim Alami Tom Vanhoudt  | Karim Alami Tom Vanhoudt  |              |  |
|  |             | Nicolas Escudé Guillaume Raoux     | Nicolas Escudé Guillaume Raoux | 3           | 2           |  |  |              |                           |                           |                           |              |  |